# Selaginella ascillifolia
Selaginella ascillifolia är en mosslummerväxtart som beskrevs av Cornelis Rugier Willem Karel van Alderwerelt van Rosenburgh. Selaginella ascillifolia ingår i släktet mosslumrar, och familjen mosslummerväxter. Utöver nominatformen finns också underarten S. a. retroflexa.